# Tavannes
Tavannes és un municipi del cantó de Berna (Suïssa), situat al districte de Moutier.

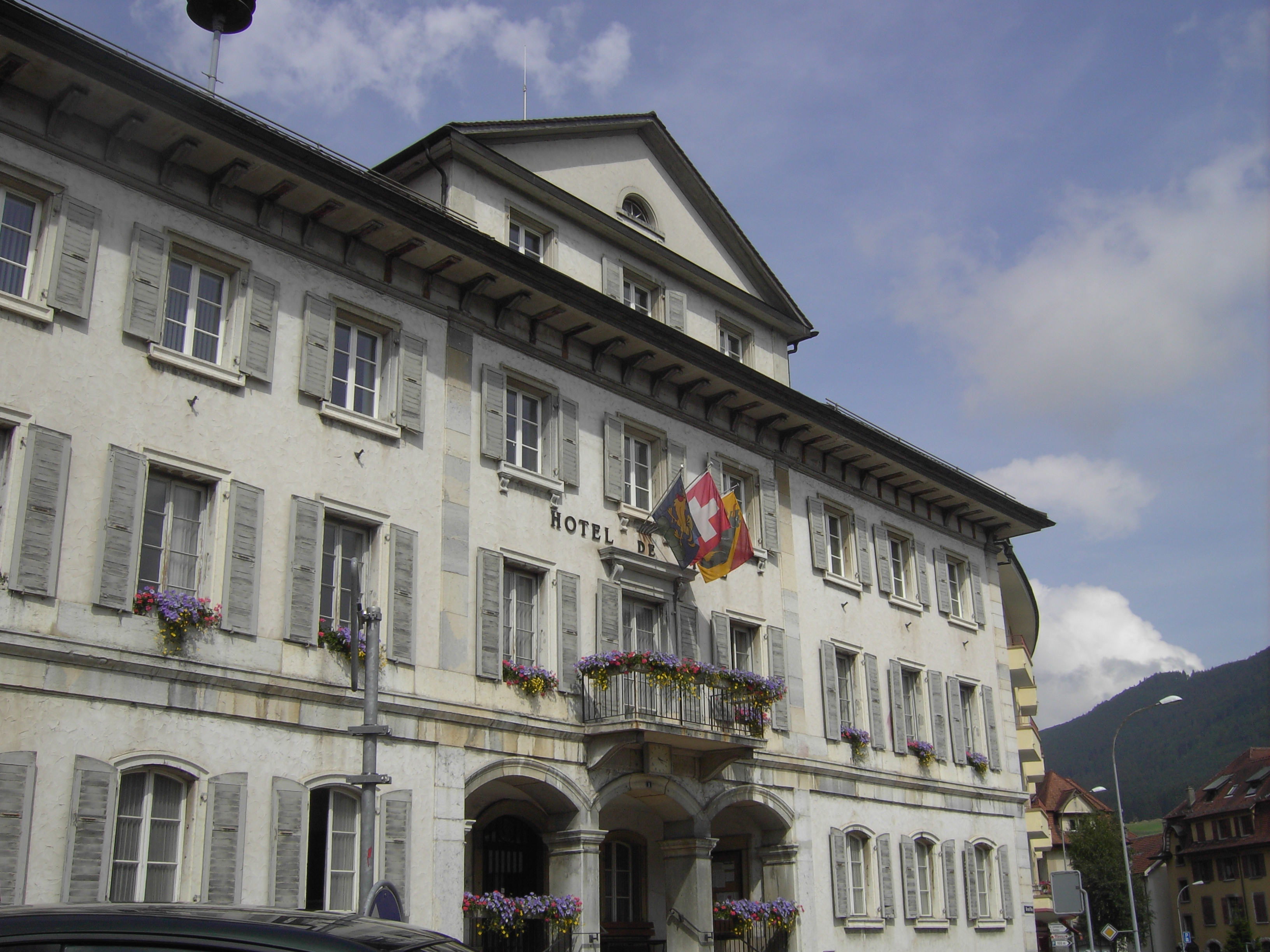
L'Hôtel de Ville o Ajuntament